# Турция на летних Олимпийских играх 2024

## Медали
| Медаль  | Спортсмен(ы)                              | Вид спорта       | Дисциплина                                          | Дата       |
| ------- | ----------------------------------------- | ---------------- | --------------------------------------------------- | ---------- |
| Серебро | Юсуф Дикеч Шевваль Илайда Тархан          | Стрельба         | Пневматический пистолет, 10 метров (смешанные пары) | 30 июля    |
| Серебро | Хатидже Акбас                             | Бокс             | До 54 кг                                            | 8 августа  |
| Серебро | Бусеназ Чакыроглу                         | Бокс             | До 50 кг                                            | 9 августа  |
| Бронза  | Мете Газоз Берким Тюмер Абдулла Йилдирмиш | Стрельба из лука | Командное первенство                                | 29 июля    |
| Бронза  | Бусе Тосун                                | Вольная борьба   | До 68 кг                                            | 6 августа  |
| Бронза  | Эсра Йылдыз                               | Бокс             | До 57 кг                                            | 7 августа  |
| Бронза  | Таха Акгюль                               | Вольная борьба   | До 125 кг                                           | 10 августа |
| Бронза  | Нафия Куш                                 | Тхэквондо        | Свыше 67 кг                                         | 10 августа |

| Вид спорта       | 1 | 2 | 3 | Всего |
| Бокс             | 0 | 2 | 1 | 3     |
| Борьба           | 0 | 0 | 2 | 2     |
| Стрельба         | 0 | 1 | 0 | 1     |
| Стрельба из лука | 0 | 0 | 1 | 1     |
| Тхэквондо        | 0 | 0 | 1 | 1     |
| Всего            | 0 | 3 | 5 | 8     |

| Медали по датам | Медали по датам | Медали по датам | Медали по датам | Медали по датам | Медали по датам |
| --------------- | --------------- | --------------- | --------------- | --------------- | --------------- |
| Дата            | 1               | 2               | 3               | Всего           |                 |
| 29 июля         | 0               | 0               | 1               | 1               |                 |
| 30 июля         | 0               | 1               | 0               | 1               |                 |
| 6 августа       | 0               | 0               | 1               | 1               |                 |
| 7 августа       | 0               | 0               | 1               | 1               |                 |
| 8 августа       | 0               | 1               | 0               | 1               |                 |
| 9 августа       | 0               | 1               | 0               | 1               |                 |
| 10 августа      | 0               | 0               | 2               | 2               |                 |
| Всего           | 0               | 3               | 5               | 8               |                 |

| Медали по полу | Медали по полу | Медали по полу | Медали по полу | Медали по полу |
| -------------- | -------------- | -------------- | -------------- | -------------- |
| Пол            | 1              | 2              | 3              | Всего          |
| Мужчины        | 0              | 0              | 2              | 2              |
| Женщины        | 0              | 2              | 3              | 5              |
| Микст          | 0              | 1              | 0              | 1              |
| Всего          | 0              | 3              | 5              | 8              |

## Квалификация
| № п/п | Вид спорта            | Мужчины        | Мужчины                | Женщины        | Женщины                | Всего          | Всего                  |
| № п/п | Вид спорта            | Завоевано квот | Количество спортсменов | Завоевано квот | Количество спортсменов | Завоевано квот | Количество спортсменов |
| ----- | --------------------- | -------------- | ---------------------- | -------------- | ---------------------- | -------------- | ---------------------- |
| 1     | Академическая гребля  |                |                        | 1              | 1                      | 1              | 1                      |
| 2     | Бадминтон             |                |                        | 1              | 1                      | 1              | 1                      |
| 3     | Бокс                  | 2              | 2                      | 5              | 5                      | 7              | 7                      |
| 4     | Борьба                | 6              | 6                      | 5              | 5                      | 11             | 11                     |
| 5     | Велоспорт             | 1              | 1                      |                |                        | 1              | 1                      |
| 6     | Волейбол              |                |                        | 1              | 13                     | 1              | 13                     |
| 7     | Спортивная гимнастика | 5              | 5                      |                |                        | 5              | 5                      |
| 8     | Дзюдо                 | 5              | 5                      | 3              | 3                      | 8              | 8                      |
| 9     | Лёгкая атлетика       | 9              | 10                     | 5              | 6                      | 15             | 16                     |
| 10    | Настольный теннис     |                |                        | 1              | 1                      | 1              | 1                      |
| 11    | Парусный спорт        | 1              | 3                      | 3              | 5                      | 6              | 8                      |
| 12    | Плавание              | 8              | 4                      | 1              | 4                      | 9              | 8                      |
| 13    | Современное пятиборье | 1              | 1                      | 1              | 1                      | 2              | 2                      |
| 14    | Стрельба              | 3              | 3                      | 6              | 4                      | 9              | 7                      |
| 15    | Стрельба из лука      | 4              | 3                      | 1              | 1                      | 5              | 4                      |
| 16    | Тхэквондо             | 2              | 2                      | 3              | 3                      | 5              | 5                      |
| 17    | Тяжёлая атлетика      | 1              | 1                      |                |                        | 1              | 1                      |
| 18    | Фехтование            | 1              | 1                      | 1              | 1                      | 2              | 2                      |
|       | ИТОГО                 | 49             | 47                     | 38             | 54                     | 90             | 101                    |

## Состав команды
Академическая гребля
1. Элис Озбай[англ.]

 Бадминтон
1. Неслихан Арин[англ.]

 Бокс
1. Самет Гюмюш
2. Каан Айкутсун[англ.]
3. Бусеназ Чакыроглу
4. Хатис Акбас[англ.]
5. Эсра Йылдыз
6. Гизем Озер[англ.]
7. Бусеназ Сюрменели

 Борьба
Вольная борьба
1. Ибрагим Чифчи
2. Таха Акгюль
3. Эвин Демирхан
4. Зейнеп Йетгил
5. Несрин Баш[англ.]*
6. Бусе Тосун
7. Ясемин Адар

Греко-римская борьба
1. Энес Башар
2. Бурхан Акбудак
3. Али Ченгиз
4. Хамза Бакыр

Велоспорт
 Шоссейный велоспорт
1. Бурак Абай[англ.]

 Волейбол
1. Джансу Озбай
2. Элиф Шахин
3. Мелисса Варгас
4. Эбрар Каракурт
5. Мелиха Дикен
6. Ханде Баладын
7. Дерья Джебеджиоглу
8. Илькин Айдын
9. Эда Эрдем
10. Зехра Гюнеш
11. Аслы Калач
12. Гизем Орге
13. Бейза Арыджи

Гимнастика
 Спортивная гимнастика
1. Адем Асил
2. Ахмет Ондер
3. Ферхат Арыджан
4. Эмре Доданли[англ.]
5. Ибрагим Чолак

 Дзюдо
1. Салих Йылдыз[англ.]
2. Мухаммед Демирель
3. Ведат Албайрак
4. Микаил Озерлер
5. Ибрахим Татароглу
6. Тугче Бедер[англ.]
7. Фидан Огель[англ.]
8. Кайра Орземир

 Лёгкая атлетика
1. Кайхан Озер[англ.]
2. Ясмани Копельо
3. Берке Акчам[англ.]
4. Каан Озбилен
5. Салих Коркмаз
6. Алперен Аджет[англ.]
7. Эрсу Шашма
8. Неджати Эр
9. Озкан Балтаджи
10. Мазлум Демир[англ.]
11. Мерьем Бекмез
12. Бусе Савашкан[англ.]
13. Тугба Данишмаз[англ.]
14. Эмель Дерели
15. Эда Тусуз
16. Айше Текдал

 Настольный теннис
1. Сибель Алтинкайя[англ.]

 Парусный спорт
1. Ялчин Ситак[англ.]
2. Дениз Чынар
3. Алиджан Кайнар
4. Мерве Ватан[англ.]
5. Дерин Атакан[англ.]
6. Эджем Гюзель
7. Лара Налбангоглу[англ.]
8. Бесте Кайнакчы

 Плавание
1. Кузей Тунчелли
2. Эмир Батур Альбайрак[англ.]
3. Берке Сака
4. Беркай Эгретир
5. Гизем Гювенч[англ.]
6. Эла Наз Оздемир[англ.]
7. Эджем Дёнмез[англ.]
8. Зехра Бильгин[англ.]

 Современное пятиборье
1. Бугра Унал[англ.]
2. Ильке Озюксель

 Стрельба
1. Исмаил Келеш
2. Юсуф Дикеч
3. Огузхан Тюзюн[англ.]
4. Шимал Йилмаз[англ.]
5. Шеввал Илайда Тархан
6. Рюмейса Пелин Кая[англ.]
7. Сена Кан[англ.]

 Стрельба из лука
1. Мете Газоз
2. Берким Тюмер
3. Абдулла Йилдирмиш[англ.]
4. Элиф Гёккир[англ.]

 Тхэквондо
1. Хакан Речбер
2. Эмре Куталмыш
3. Мерве Динчел
4. Хатидже Кюбра Ильгюн
5. Нафия Куш

 Тяжёлая атлетика
1. Мухаммед Фуркан Озбек

 Фехтование
1. Энвер Йылдырым[англ.]
2. Нисанур Эрбиль[англ.]

## Академическая гребля
Турция завоевала одну квоту на участие в соревнованиях по академической гребле на Финальной квалификационной регате в Люцерне, Швейцария.
Женщины
| Спортсмен  | Дисциплина | Заезд   | Заезд | Утеш. заезд | Утеш. заезд | Четвертьфиналы | Четвертьфиналы | Полуфиналы | Полуфиналы | Финалы  | Финалы |
| Спортсмен  | Дисциплина | Время   | Место | Время       | Место       | Время          | Место          | Время      | Место      | Время   | Место  |
| ---------- | ---------- | ------- | ----- | ----------- | ----------- | -------------- | -------------- | ---------- | ---------- | ------- | ------ |
| Элис Озбай | Одиночки   | 7.57,06 | 4 R   | 8.00,00     | 2 QF        | 7.56,51        | 6 Q SC/D       | 8.02,57    | 4 Q FD     | 7.46,95 | 22     |

## Бадминтон
Турция завоевала одну квоту на участие в олимпийском турнире по бадминтону в соответствии с Олимпийским рейтингом BWF.
Женщины
| Спортсмен     | Категория | Группы                         | Группы                                | Группы | Выбывание             | Четвертьфиналы        | Полуфиналы            | Финал / За 3 место    | Финал / За 3 место    |
| Спортсмен     | Категория | Соперник Счет                  | Соперник Счет                         | Место  | Соперник Счет         | Соперник Счет         | Соперник Счет         | Соперник Счет         | Место                 |
| ------------- | --------- | ------------------------------ | ------------------------------------- | ------ | --------------------- | --------------------- | --------------------- | --------------------- | --------------------- |
| Неслихан Арин | Одиночный | JPNАя Охори П 0–2 (9–21, 7–21) | PERИнес Кастильо В 2–0 (21–16, 21–17) | 2      | завершила выступление | завершила выступление | завершила выступление | завершила выступление | завершила выступление |

## Бокс
Турция завоевала пять мест в олимпийский турнир по боксу на Европейских играх 2023 года в Новы-Тарг, Польша и по одному месту на Первом мировом Олимпийском квалификационном турнире 2024 года в Бусто-Арсицио, Италия и Втором мировом Олимпийском квалификационном турнире 2024 года в Бангкоке, Таиланд.
| Спортсмен         | Категория        | 1/16 финала                   | 1/8 финала               | Четвертьфиналы                      | Полуфиналы             | Финал                 | Финал                 |
| Спортсмен         | Категория        | Соперник Результат            | Соперник Результат       | Соперник Результат                  | Соперник Результат     | Соперник Результат    | Место                 |
| ----------------- | ---------------- | ----------------------------- | ------------------------ | ----------------------------------- | ---------------------- | --------------------- | --------------------- |
| Самет Гюмюш       | Мужчины до 51 кг | —                             | KAZСакен Бибосынов П 0–5 | завершил выступление                | завершил выступление   | завершил выступление  | завершил выступление  |
| Каан Айкутсун     | Мужчины до 80 кг | ITAСальваторе Кавальяро В 4–1 | CUBАрлен Лопес П 0–5     | завершил выступление                | завершил выступление   | завершил выступление  | завершил выступление  |
| Бусеназ Чакыроглу | Женщины до 50 кг | —                             | MEXФатима Эррера В 5–0   | FINПихла Кайво-оджа В 5–0           | PHIАйра Вильегас В 5–0 | CHNУ Юй П 1-4         | 2                     |
| Хатис Акбас       | Женщины до 54 кг | GBRЧарли Дэвисон В 3–2        | AUSТиана Эчегарэй В 5–0  | MGLМенгонцетсегийн Энкхьяргал В 5–0 | KORИм Э Джи В 3–2      | CHNЧан Юань П 0–5     | 2                     |
| Эсра Йылдыз       | Женщины до 57 кг | MLIМарин Камара В 5–0         | TUNХулуд Хлими В 5–0     | BRAЖусилен Ромеу В 4–1              | TPEЛинь Юйтин П 0–5    | завершила выступление | 3                     |
| Гизем Озер        | Женщины до 60 кг | ITAАлессия Мезиано П 1–4      | завершила выступление    | завершила выступление               | завершила выступление  | завершила выступление | завершила выступление |
| Бусеназ Сюрменели | Женщины до 66 кг | —                             | POLАнета Рыгельска В 4–1 | THAДжанжаем Суваннафенг П 1–4       | завершила выступление  | завершила выступление | завершила выступление |

## Борьба
Турция завоевала на Чемпионате мира по борьбе 2023 года в Белграде, Сербия по два места в мужской и женской вольной борьбе и в греко-римской борьбе.
Вольная борьба
| Спортсмен     | Категория         | 1/8 финала                 | Четвертьфиналы          | Полуфиналы                 | Утешит. поединки        | Финал /За 3 место      | Финал /За 3 место |
| Спортсмен     | Категория         | Соперник Результат         | Соперник Результат      | Соперник Результат         | Соперник Результат      | Соперник Результат     | Место             |
| ------------- | ----------------- | -------------------------- | ----------------------- | -------------------------- | ----------------------- | ---------------------- | ----------------- |
| Ибрагим Чифчи | Мужчины до 97 кг  | UKRМураз Мчедлидзе П 1-5   | завершил выступление    | завершил выступление       | завершил выступление    | завершил выступление   | 14                |
| Таха Акгюль   | Мужчины до 125 кг | PURДжонован Смит В 10–0    | HUNДаниэль Лигети В 8–0 | IRIАмир Хоссейн Заре П 1-2 | —                       | KGZАйаал Лазарев В 7-0 | 3                 |
| Эвин Демирхан | Женщины до 50 кг  | CUBЮснейлис Гусман П 6–7   | завершила выступление   | завершила выступление      | завершила выступление   | завершила выступление  | 9                 |
| Зейнеп Йетгил | Женщины до 53 кг  | INDАнтим Пангал В 10–0     | GERАнника Вендле П 2–5  | завершила выступление      | завершила выступление   | завершила выступление  | 8                 |
| Несрин Баш    | Женщины до 62 кг  | USAКайла Миракл П 2–12     | завершила выступление   | завершила выступление      | завершила выступление   | завершила выступление  | 12                |
| Бусе Тосун    | Женщины до 68 кг  | USAЭмит Элор П 2-10        | —                       | —                          | POLВиктория Холуй В 4-3 | PRKПак Соль Гум В 4-2  | 3                 |
| Ясемин Адар   | Женщины до 76 кг  | CANЖюстина Ди Стасио В 8–2 | JPNЮка Кагами П 0–3     | —                          | ECUХенесис Реаско П 1–3 | завершила выступление  | 8                 |

Греко-римская борьба
| Спортсмен      | Категория         | 1/8 финала               | Четвертьфиналы              | Полуфиналы           | Утешит. поединки     | Финал /За 3 место    | Финал /За 3 место |
| Спортсмен      | Категория         | Соперник Результат       | Соперник Результат          | Соперник Результат   | Соперник Результат   | Соперник Результат   | Место             |
| -------------- | ----------------- | ------------------------ | --------------------------- | -------------------- | -------------------- | -------------------- | ----------------- |
| Энес Башар     | Мужчины до 60 кг  | SRBГеоргий Тибилов В 8–7 | ROUРэзван Арнэут П 2–4      | завершил выступление | завершил выступление | завершил выступление | 8                 |
| Бурхан Акбудак | Мужчины до 77 кг  | —                        | HUNЗолтан Леваи П 1–2       | завершил выступление | завершил выступление | завершил выступление | 10                |
| Али Ченгиз     | Мужчины до 87 кг  | —                        | POLАркадиуш Кулинич П 1–3   | завершил выступление | завершил выступление | завершил выступление | 10                |
| Хамза Бакыр    | Мужчины до 130 кг | —                        | EGYАбделлатиф Мохамед П 1–3 | завершил выступление | завершил выступление | завершил выступление | 14                |

## Велоспорт

### Шоссейные велогонки
Турция получила по рейтингу UCI одно место в мужской групповой гонке на шоссе.
Мужчины
| Спортсмен  | Дисциплина      | Время | Место |
| ---------- | --------------- | ----- | ----- |
| Бурак Абай | Групповая гонка | DNF   | DNF   |

## Волейбол
Женская волейбольная команда Турции завоевала право участвовать в олимпийском турнире, выиграв Олимпийский квалификационный турнир в Токио, Япония.
| Команда | Соревнование   | Групповая стадия | Групповая стадия               | Групповая стадия | Групповая стадия | Четвертьфиналы | Полуфиналы    | Финал / Матч за 3 место | Финал / Матч за 3 место |
| Команда | Соревнование   | Соперник Счёт    | Соперник Счёт                  | Соперник Счёт    | Место            | Соперник Счёт  | Соперник Счёт | Соперник Счёт           | Место                   |
| ------- | -------------- | ---------------- | ------------------------------ | ---------------- | ---------------- | -------------- | ------------- | ----------------------- | ----------------------- |
| Турция  | Женский турнир | Нидерланды В 3–2 | Доминиканская Республика В 3–1 | Италия П 0–3     | 2 Q              | Китай В 3–2    | Италия П 0–3  | Бразилия П 1-3          | 4                       |

### Женский турнир
Состав команды
Главный тренер: Даниэле Сантарелли (Италия), тренеры: Андреа Дзотта (Италия), Реджеп Ватансевер. 
Групповой этап
|                             | Матчи | Матчи | Очки | Сеты | Сеты | Сеты  | Мячи | Мячи | Мячи  |
| В                           | П     | В     | Очки | П    | В:П  | В     | П    | В:П  |       |
| --------------------------- | ----- | ----- | ---- | ---- | ---- | ----- | ---- | ---- | ----- |
| 1. Италия                   | 3     | 0     | 9    | 9    | 1    | 9,000 | 253  | 199  | 1,271 |
| 2. Турция                   | 2     | 1     | 5    | 6    | 6    | 1,000 | 250  | 262  | 0,954 |
| 3. Доминиканская Республика | 1     | 2     | 3    | 5    | 7    | 0,714 | 264  | 284  | 0,930 |
| 4. Нидерланды               | 0     | 3     | 1    | 3    | 9    | 0,333 | 260  | 282  | 0,922 |

| 29 июля 9:00 (UTC+2) |

| Турция                                       | 3:2  | Нидерланды            |
| (19:25, 19:25, 25:22, 25:22, 15:13) Отчёт P2 |      |                       |
| Варгас 30                                    | Очки | 15 Кноллема, Далдероп |

| Париж, Paris Sud 1 Зрителей: 9471 Судьи: Денни Сеспедес (Доминиканская Респ.), Стефано Чезаре (Италия) |

| 1 августа 9:00 (UTC+2) |

| Турция                                | 3:1  | Доминиканская Республика |
| (21:25, 25:18, 25:22, 25:15) Отчёт P2 |      |                          |
| Варгас 31                             | Очки | 14 Мартинес              |

| Париж, Paris Sud 1 Зрителей: 9465 Судьи: Карина Рене (Аргентина), Фабрис Колладос (Франция) |

| 4 августа 9:00 (UTC+2) |

| Италия                         | 3:0  | Турция    |
| (25:14, 25:16, 25:21) Отчёт P2 |      |           |
| Эгону 20                       | Очки | 13 Варгас |

| Париж, Paris Sud 1 Зрителей: 9384 Судьи: Сумиэ Миои (Япония), Хамид аль-Роуси (ОАЭ) |

Четвертьфиналы
| 6 августа 9:00 (UTC+2) |

| Китай                                        | 2:3  | Турция    |
| (25:23, 21:25, 24:26, 25:21, 12:15) Отчёт P2 |      |           |
| Ли Инъин 25                                  | Очки | 42 Варгас |

| Париж, Paris Sud 1 Зрителей: 9271 Судьи: Скотт Дзиевирз (Канада), Хамид аль-Роуси (ОАЭ) |

Полуфиналы
| 8 августа 20:00 (UTC+2) |

| Турция                         | 0:3  | Италия   |
| (22:25, 19:25, 22:25) Отчёт P2 |      |          |
| Варгас 17                      | Очки | 24 Эгону |

| Париж, Paris Sud 1 Зрителей: 9309 Судьи: Войцех Марошек (Польша), Сумиэ Миои (Япония) |

Матч за 3 место
| 10 августа 17:15 (UTC+2) |

| Бразилия                              | 3:1  | Турция    |
| (25:21, 27:25, 22:25, 25:15) Отчёт P2 |      |           |
| Габи 28                               | Очки | 26 Варгас |

| Париж, Paris Sud 1 Зрителей: 9151 Судьи: Сумиэ Миои (Япония), Карина Рене (Аргентина) |

## Гимнастика спортивная
Турция завоевала  на Чемпионате мира по спортивной гимнастике 2023 года в Антверпене, Бельгия максимальную квоту на участие в мужском олимпийском турнире по спортивной гимнастике.

### Мужчины
| Спортсмен      | Дисциплина          | Квалификация | Квалификация | Квалификация | Квалификация | Квалификация | Квалификация | Квалификация | Квалификация | Финал                 | Финал                 | Финал                 | Финал                 | Финал                 | Финал                 | Финал                 | Финал                 |
| Спортсмен      | Дисциплина          | Снаряды      | Снаряды      | Снаряды      | Снаряды      | Снаряды      | Снаряды      | Всего        | Место        | Снаряды               | Снаряды               | Снаряды               | Снаряды               | Снаряды               | Снаряды               | Всего                 | Место                 |
| Спортсмен      | Дисциплина          | В            | КН           | КО           | ОП           | ПБ           | П            | Всего        | Место        | В                     | КН                    | КО                    | ОП                    | ПБ                    | П                     | Всего                 | Место                 |
| -------------- | ------------------- | ------------ | ------------ | ------------ | ------------ | ------------ | ------------ | ------------ | ------------ | --------------------- | --------------------- | --------------------- | --------------------- | --------------------- | --------------------- | --------------------- | --------------------- |
| Адем Асил      | Команды             | 13,833       | DNS          | 14,866       | 15,266       | —            | 13,533       | —            | —            | завершили выступление | завершили выступление | завершили выступление | завершили выступление | завершили выступление | завершили выступление | завершили выступление | завершили выступление |
| Ахмет Ондер    | Команды             | 13,733       | 12,766       | 13,066       | 14,300       | 13,833       | 11,800       | 79,498       | 34           | завершили выступление | завершили выступление | завершили выступление | завершили выступление | завершили выступление | завершили выступление | завершили выступление | завершили выступление |
| Ферхат Арыджан | Команды             | —            | 13,800       | —            | DNS          | 15,033 Q     | —            | —            | —            | завершили выступление | завершили выступление | завершили выступление | завершили выступление | завершили выступление | завершили выступление | завершили выступление | завершили выступление |
| Ибрагим Чолак  | Команды             | DNS          | —            | 14,533       | —            | 13,500       | 12,266       | —            | —            | завершили выступление | завершили выступление | завершили выступление | завершили выступление | завершили выступление | завершили выступление | завершили выступление | завершили выступление |
| Эмре Доданли   | Команды             | 12,800       | 11,766       | 12,866       | 14,466       | 13,966       | 13,733       | 79,597       | 31           | завершили выступление | завершили выступление | завершили выступление | завершили выступление | завершили выступление | завершили выступление | завершили выступление | завершили выступление |
| Всего          | Команды             | 40,366       | 38,332       | 42,465       | 44,032       | 42,832       | 39,532       | 247,559      | 9            | завершили выступление | завершили выступление | завершили выступление | завершили выступление | завершили выступление | завершили выступление | завершили выступление | завершили выступление |
| Адем Асил      | Вольные упражнения  | 13,833       | —            | —            | —            | —            | —            | —            | 22           | завершил выступление  | завершил выступление  | завершил выступление  | завершил выступление  | завершил выступление  | завершил выступление  | завершил выступление  | завершил выступление  |
| Адем Асил      | Конь                | —            | DNS          | —            | —            | —            | —            | —            | —            | завершил выступление  | завершил выступление  | завершил выступление  | завершил выступление  | завершил выступление  | завершил выступление  | завершил выступление  | завершил выступление  |
| Адем Асил      | Кольца              | —            | —            | 14,866       | —            | —            | —            | —            | 5 Q          | —                     | —                     | 14,966                | —                     | —                     | —                     | 14,966                | 5                     |
| Адем Асил      | Опорный прыжок      | —            | —            | —            | 14,483       | —            | —            | —            | 10           | завершил выступление  | завершил выступление  | завершил выступление  | завершил выступление  | завершил выступление  | завершил выступление  | завершил выступление  | завершил выступление  |
| Адем Асил      | Перекладина         | —            | —            | —            | —            | —            | 13,533       | —            | 26           | завершил выступление  | завершил выступление  | завершил выступление  | завершил выступление  | завершил выступление  | завершил выступление  | завершил выступление  | завершил выступление  |
| Ахмет Ондер    | Вольные упражнения  | 13,733       | —            | —            | —            | —            | —            | —            | 29           | завершил выступление  | завершил выступление  | завершил выступление  | завершил выступление  | завершил выступление  | завершил выступление  | завершил выступление  | завершил выступление  |
| Ахмет Ондер    | Конь                | —            | 12,766       | —            | —            | —            | —            | —            | 48           | завершил выступление  | завершил выступление  | завершил выступление  | завершил выступление  | завершил выступление  | завершил выступление  | завершил выступление  | завершил выступление  |
| Ахмет Ондер    | Кольца              | —            | —            | 13,066       | —            | —            | —            | —            | 42           | завершил выступление  | завершил выступление  | завершил выступление  | завершил выступление  | завершил выступление  | завершил выступление  | завершил выступление  | завершил выступление  |
| Ахмет Ондер    | Параллельные брусья | —            | —            | —            | —            | 13,833       | —            | —            | 46           | завершил выступление  | завершил выступление  | завершил выступление  | завершил выступление  | завершил выступление  | завершил выступление  | завершил выступление  | завершил выступление  |
| Ахмет Ондер    | Перекладина         | —            | —            | —            | —            | —            | 11,800       | —            | 62           | завершил выступление  | завершил выступление  | завершил выступление  | завершил выступление  | завершил выступление  | завершил выступление  | завершил выступление  | завершил выступление  |
| Ферхат Арыджан | Конь                | —            | 13,800       | —            | —            | —            | —            | —            | 25           | завершил выступление  | завершил выступление  | завершил выступление  | завершил выступление  | завершил выступление  | завершил выступление  | завершил выступление  | завершил выступление  |
| Ферхат Арыджан | Параллельные брусья | —            | —            | —            | —            | 15,033       | —            | —            | 7 Q          | —                     | —                     | —                     | —                     | 15,100                | —                     | 15,100                | 5                     |
| Ибрагим Чолак  | Вольные упражнения  | DNS          | —            | —            | —            | —            | —            | —            | —            | завершил выступление  | завершил выступление  | завершил выступление  | завершил выступление  | завершил выступление  | завершил выступление  | завершил выступление  | завершил выступление  |
| Ибрагим Чолак  | Кольца              | —            | —            | 14,533       | —            | —            | —            | —            | 11           | завершил выступление  | завершил выступление  | завершил выступление  | завершил выступление  | завершил выступление  | завершил выступление  | завершил выступление  | завершил выступление  |
| Ибрагим Чолак  | Параллельные брусья | —            | —            | —            | —            | 13,500       | —            | —            | 53           | завершил выступление  | завершил выступление  | завершил выступление  | завершил выступление  | завершил выступление  | завершил выступление  | завершил выступление  | завершил выступление  |
| Ибрагим Чолак  | Перекладина         | —            | —            | —            | —            | —            | 12,266       | —            | 56           | завершил выступление  | завершил выступление  | завершил выступление  | завершил выступление  | завершил выступление  | завершил выступление  | завершил выступление  | завершил выступление  |
| Эмре Доданли   | Вольные упражнения  | 12,800       | —            | —            | —            | —            | —            | —            | 60           | завершил выступление  | завершил выступление  | завершил выступление  | завершил выступление  | завершил выступление  | завершил выступление  | завершил выступление  | завершил выступление  |
| Эмре Доданли   | Конь                | —            | 11,766       | —            | —            | —            | —            | —            | 58           | завершил выступление  | завершил выступление  | завершил выступление  | завершил выступление  | завершил выступление  | завершил выступление  | завершил выступление  | завершил выступление  |
| Эмре Доданли   | Кольца              | —            | —            | 12,866       | —            | —            | —            | —            | 57           | завершил выступление  | завершил выступление  | завершил выступление  | завершил выступление  | завершил выступление  | завершил выступление  | завершил выступление  | завершил выступление  |
| Эмре Доданли   | Параллельные брусья | —            | —            | —            | —            | 13,966       | —            | —            | 40           | завершил выступление  | завершил выступление  | завершил выступление  | завершил выступление  | завершил выступление  | завершил выступление  | завершил выступление  | завершил выступление  |
| Эмре Доданли   | Перекладина         | —            | —            | —            | —            | —            | 13,733       | —            | 19           | завершил выступление  | завершил выступление  | завершил выступление  | завершил выступление  | завершил выступление  | завершил выступление  | завершил выступление  | завершил выступление  |

## Дзюдо
Турция получила по рейтингу IJF пять мест в мужских и три места в женских соревнованиях, а также право выставить смешанную команду.
| Спортсмен         | Категория            | 1/16 финала                  | 1/8 финала                        | Четвертьфиналы                  | Полуфиналы              | Утеш. поединки        | Финал / За 3 место       | Финал / За 3 место    |
| Спортсмен         | Категория            | Соперник Результат           | Соперник Результат                | Соперник Результат              | Соперник Результат      | Соперник Результат    | Соперник Результат       | Место                 |
| ----------------- | -------------------- | ---------------------------- | --------------------------------- | ------------------------------- | ----------------------- | --------------------- | ------------------------ | --------------------- |
| Салих Йылдыз      | Мужчины до 60 кг     | —                            | JAMЭшли Маккензи В 01–00          | GEOГеоргий Сардалашвили В 01–00 | FRAЛука Мхеидзе П 00–01 | —                     | JPNРюдзю Нагаяма П 00–10 | 5                     |
| Мухаммед Демирель | Мужчины до 66 кг     | FINЛуукас Саха П 00–01       | завершил выступление              | завершил выступление            | завершил выступление    | завершил выступление  | завершил выступление     | завершил выступление  |
| Ведат Албайрак    | Мужчины до 81 кг     | BRNАскербий Гербеков В 10–00 | JPNТаканори Нагасэ П 00–01        | завершил выступление            | завершил выступление    | завершил выступление  | завершил выступление     | завершил выступление  |
| Микаил Озерлер    | Мужчины до 90 кг     | AZEЭльджан Гаджиев П 00–01   | завершил выступление              | завершил выступление            | завершил выступление    | завершил выступление  | завершил выступление     | завершил выступление  |
| Ибрахим Татароглу | Мужчины свыше 100 кг | SLOЭней Маринич В 11–00      | KORКим Минджон П 00–11            | завершил выступление            | завершил выступление    | завершил выступление  | завершил выступление     | завершил выступление  |
| Тугче Бедер       | Женщины до 48 кг     | FRAШирин Букли П 00–10       | завершила выступление             | завершила выступление           | завершила выступление   | завершила выступление | завершила выступление    | завершила выступление |
| Фидан Огель       | Женщины до 70 кг     | ISRМайя Гошен П 00–10        | завершила выступление             | завершила выступление           | завершила выступление   | завершила выступление | завершила выступление    | завершила выступление |
| Кайра Орземир     | Женщины свыше 78 кг  | —                            | MGLАмарсайханы Адияасюрен В 10–00 | JPNАкира Сонэ В 01–00           | ISRРаз Гершко П 00–10   | —                     | KORКим Ха Юн П 00–10     | 5                     |

Смешанные команды
| Спортсмен | Дисциплина        | 1/16 финала        | 1/8 финала               | Четвертьфиналы        | Полуфиналы            | Утеш. поединки        | Финал/За 3 место      | Финал/За 3 место      |
| Спортсмен | Дисциплина        | Соперник Результат | Соперник Результат       | Соперник Результат    | Соперник Результат    | Соперник Результат    | Соперник Результат    | Место                 |
| --- | ----------------- | ------------------ | ------------------------ | --------------------- | --------------------- | --------------------- | --------------------- | --------------------- |
| Салих Йылдыз Мухаммед Демирель Ведат Албайрак Микаил Озерлер Ибрахим Татароглу Тугче Бедер Фидан Огель Кайра Орземир | Смешанные команды | —                  | Республика Корея · П 1–4 | завершили выступление | завершили выступление | завершили выступление | завершили выступление | завершили выступление |

## Легкая атлетика
Турецкие легкоатлеты выполнили нормативы для участия в Играх 2024 года, пройдя прямую квалификацию или по мировому рейтингу, в следующих соревнованиях (максимум по 3 спортсмена в каждом):
Беговые дисциплины
Мужчины
| Спортсмен      | Дисциплина      | Забеги    | Забеги | Утеш. забеги | Утеш. забеги | Полуфиналы           | Полуфиналы           | Финал                | Финал                |
| Спортсмен      | Дисциплина      | Результат | Место  | Результат    | Место        | Результат            | Место                | Результат            | Место                |
| -------------- | --------------- | --------- | ------ | ------------ | ------------ | -------------------- | -------------------- | -------------------- | -------------------- |
| Кайхан Озер    | 100 м           | 10,34     | 50     | —            | —            | завершил выступление | завершил выступление | завершил выступление | завершил выступление |
| Берке Акчам    | 400 м с/б       | 49,48     | 26 R   | 48,72        | 4 Q          | 49,12                | 17                   | завершил выступление | завершил выступление |
| Ясмани Копельо | 400 м с/б       | 50,72     | 36 R   | DNS          | DNS          | завершил выступление | завершил выступление | завершил выступление | завершил выступление |
| Каан Озбилен   | Марафон         | —         | —      | —            | —            | —                    | —                    | DNF                  | DNF                  |
| Салих Коркмаз  | Ходьба на 20 км | —         | —      | —            | —            | —                    | —                    | 1:29.05              | 45                   |

Женщины
| Спортсмен     | Дисциплина      | Забеги    | Забеги | Утеш. забеги | Утеш. забеги | Полуфиналы | Полуфиналы | Финал     | Финал |
| Спортсмен     | Дисциплина      | Результат | Место  | Результат    | Место        | Результат  | Место      | Результат | Место |
| ------------- | --------------- | --------- | ------ | ------------ | ------------ | ---------- | ---------- | --------- | ----- |
| Мерьем Бекмез | Ходьба на 20 км | —         | —      | —            | —            | —          | —          | 1:38.06   | 40    |

Микст
| Спортсмен                | Дисциплина      | Забеги    | Забеги | Финал     | Финал |
| Спортсмен                | Дисциплина      | Результат | Место  | Результат | Место |
| ------------------------ | --------------- | --------- | ------ | --------- | ----- |
| Мазлум Демир Айше Текдал | Ходьба эстафета | —         | —      | 3:14.53   | 23    |

Технические дисциплины
Мужчины
| Спортсмен      | Дисциплина      | Полуфиналы | Полуфиналы | Финал                | Финал                |
| Спортсмен      | Дисциплина      | Результат  | Место      | Результат            | Место                |
| -------------- | --------------- | ---------- | ---------- | -------------------- | -------------------- |
| Алперен Аджет  | Прыжки в высоту | 2.20       | 22         | завершил выступление | завершил выступление |
| Эрсу Шашма     | Прыжки с шестом | 5,75       | =1 q       | 5,85                 | 5                    |
| Неджати Эр     | Тройной прыжок  | 13,65      | 32         | завершил выступление | завершил выступление |
| Озкан Балтаджи | Метание молота  | 71,40      | 27         | завершил выступление | завершил выступление |

Женщины
| Спортсмен      | Дисциплина      | Полуфиналы | Полуфиналы | Финал                 | Финал                 |
| Спортсмен      | Дисциплина      | Результат  | Место      | Результат             | Место                 |
| -------------- | --------------- | ---------- | ---------- | --------------------- | --------------------- |
| Бусе Савашкан  | Прыжки в высоту | 1,92       | =8 q       | 1.86                  | 10                    |
| Тугба Данишмаз | Тройной прыжок  | 13,97      | 16         | завершила выступление | завершила выступление |
| Эмель Дерели   | Толкание ядра   | 17,02      | 24         | завершила выступление | завершила выступление |
| Эда Тусуз      | Метание копья   | 55,30      | 31         | завершила выступление | завершила выступление |

## Настольный теннис
Турция завоевала одно место для участия в женских личных соревнованиях по рейтингу ITTF.
| Спортсмен        | Дисциплина     | 1/32 финала        | 1/16 финала           | 1/8 финала            | Четвертьфиналы        | Полуфиналы            | Финал / За 3 место    | Финал / За 3 место    |
| Спортсмен        | Дисциплина     | Соперник Результат | Соперник Результат    | Соперник Результат    | Соперник Результат    | Соперник Результат    | Соперник Результат    | Место                 |
| ---------------- | -------------- | ------------------ | --------------------- | --------------------- | --------------------- | --------------------- | --------------------- | --------------------- |
| Сибель Алтинкайя | Женщины личное | LUXНи Сялянь П 2–4 | завершила выступление | завершила выступление | завершила выступление | завершила выступление | завершила выступление | завершила выступление |

## Парусный спорт
Турция завоевала право выставить по одной лодке (яхте) в нижеследующих классах судов по результатам Чемпионата мира в классах ILCA 6 и ILCA7 2024 года, а также регаты «Последний шанс» 2024 года в Йере, Франция.
Гонки с выбыванием
| Спортсмен    | Дисциплина           | Предварительные гонки | Предварительные гонки | Предварительные гонки | Предварительные гонки | Предварительные гонки | Предварительные гонки | Предварительные гонки | Предварительные гонки | Предварительные гонки | Предварительные гонки | Предварительные гонки | Предварительные гонки | Предварительные гонки | Предварительные гонки | Предварительные гонки | Предварительные гонки | Предварительные гонки | Предварительные гонки | 1/4 финала            | Полуфинал             | Полуфинал             | Полуфинал             | Полуфинал             | Полуфинал             | Полуфинал             | Полуфинал             | Полуфинал             | Финал                 | Финал                 | Финал                 | Финал                 | Финал                 | Финал                 | Финал                 | Финал                 |
| Спортсмен    | Дисциплина           | 1                     | 2                     | 3                     | 4                     | 5                     | 6                     | 7                     | 8                     | 9                     | 10                    | 11                    | 12                    | 13                    | 14                    | 15                    | 16                    | Сумма                 | Место                 | Место                 | 1                     | 2                     | 3                     | 4                     | 5                     | 6                     | Всего побед           | Место                 | 1                     | 2                     | 3                     | 4                     | 5                     | 6                     | Всего побед           | Место                 |
| ------------ | -------------------- | --------------------- | --------------------- | --------------------- | --------------------- | --------------------- | --------------------- | --------------------- | --------------------- | --------------------- | --------------------- | --------------------- | --------------------- | --------------------- | --------------------- | --------------------- | --------------------- | --------------------- | --------------------- | --------------------- | --------------------- | --------------------- | --------------------- | --------------------- | --------------------- | --------------------- | --------------------- | --------------------- | --------------------- | --------------------- | --------------------- | --------------------- | --------------------- | --------------------- | --------------------- | --------------------- |
| Мерве Ватан  | Женщины IQFoil       | 20                    | 23                    | 5                     | 3                     | 14                    | 20                    | 25 DNS                | 12                    | 13                    | 10                    | 19                    | 14                    | 25 DNF                | 12                    | —                     | —                     | 165                   | 18                    | завершила выступление | завершила выступление | завершила выступление | завершила выступление | завершила выступление | завершила выступление | завершила выступление | завершила выступление | завершила выступление | завершила выступление | завершила выступление | завершила выступление | завершила выступление | завершила выступление | завершила выступление | завершила выступление | завершила выступление |
| Дерин Атакан | Женщины Формула Кайт | 15                    | 16                    | 15                    | 15                    | 12                    | 21 DNS                | отменены              | отменены              | отменены              | отменены              | отменены              | отменены              | отменены              | отменены              | отменены              | отменены              | 73                    | 16                    | завершила выступление | завершила выступление | завершила выступление | завершила выступление | завершила выступление | завершила выступление | завершила выступление | завершила выступление | завершила выступление | завершила выступление | завершила выступление | завершила выступление | завершила выступление | завершила выступление | завершила выступление | завершила выступление | завершила выступление |

Медальные гонки
| Спортсмен                     | Дисциплина     | Гонка | Гонка | Гонка | Гонка | Гонка | Гонка  | Гонка  | Гонка  | Гонка    | Гонка    | Гонка | Гонка | Гонка | Баллы | Место |
| Спортсмен                     | Дисциплина     | 1     | 2     | 3     | 4     | 5     | 6      | 7      | 8      | 9        | 10       | 11    | 12    | M*    | Баллы | Место |
| ----------------------------- | -------------- | ----- | ----- | ----- | ----- | ----- | ------ | ------ | ------ | -------- | -------- | ----- | ----- | ----- | ----- | ----- |
| Ялчин Ситак                   | Мужчины ILCA 7 | 18    | 13    | 37    | 14    | 22    | 9      | 44 BFD | 20     | отменены | отменены | —     | —     | EL    | 177   | 23    |
| Эджем Гюзель                  | Женщины ILCA 6 | 9     | 22    | 24    | 21    | 22    | 9      | 1      | 32     | 21       | отменена | —     | —     | EL    | 129   | 18    |
| Дениз Чынар Лара Налбангоглу  | Микст 470      | 14    | 9     | 15    | 8     | 18    | 11     | 14     | 5      | отменены | отменены | —     | —     | EL    | 76    | 16    |
| Алиджан Кайнар Бесте Кайнакчы | Микст Накра 17 | 19    | 13    | 17    | 19    | 18    | 20 DNF | 12     | 20 DSQ | 14       | 13       | 9     | 18    | EL    | 172   | 18    |

M = Медальная гонка; EL = Выбыл – не участвовал в медальной гонке

## Плавание
Турецкие пловцы выполнили требования для участия в нижеследующих дисциплинах плавательного турнира Олимпиады (максимум два пловца, выполнивших Олимпийский квалификационный норматив (OST) или, возможно, Олимпийский рассматриваемый норматив (OCT)). 
Мужчины
| Спортсмен            | Дисциплина           | Заплывы  | Заплывы | Полуфиналы           | Полуфиналы           | Финал                | Финал                |
| Спортсмен            | Дисциплина           | Время    | Место   | Время                | Место                | Время                | Место                |
| -------------------- | -------------------- | -------- | ------- | -------------------- | -------------------- | -------------------- | -------------------- |
| Кузей Тунчелли       | 800 м вольный стиль  | 7.47,29  | 11      | —                    | —                    | завершил выступление | завершил выступление |
| Кузей Тунчелли       | 1500 м вольный стиль | 14.45,27 | 5 Q     | —                    | —                    | 14.41,22             | 5                    |
| Кузей Тунчелли       | 10 км открытая вода  | —        | —       | —                    | —                    | 2:02.58,1            | 23                   |
| Эмир Батур Альбайрак | 1500 м вольный стиль | 15.23,21 | 23      | —                    | —                    | завершил выступление | завершил выступление |
| Эмир Батур Альбайрак | 10 км открытая вода  | —        | —       | —                    | —                    | DNF                  | DNF                  |
| Берке Сака           | 100 м на спине       | 55,85    | 41      | завершил выступление | завершил выступление | завершил выступление | завершил выступление |
| Берке Сака           | 200 м комплекс       | 2.01,99  | 17      | завершил выступление | завершил выступление | завершил выступление | завершил выступление |
| Беркай Эгретир       | 100 м брасс          | 1.00,36  | 21      | завершил выступление | завершил выступление | завершил выступление | завершил выступление |

Женщины
| Спортсмен                                               | Дисциплина              | Заплывы | Заплывы | Полуфиналы | Полуфиналы | Финал                 | Финал                 |
| Спортсмен                                               | Дисциплина              | Время   | Место   | Время      | Место      | Время                 | Место                 |
| ------------------------------------------------------- | ----------------------- | ------- | ------- | ---------- | ---------- | --------------------- | --------------------- |
| Гизем Гювенч Эла Наз Оздемир Эджем Дёнмез Зехра Бильгин | 4 × 200 м вольный стиль | 8.05,18 | 16      | —          | —          | завершили выступление | завершили выступление |

## Современное пятиборье
Турция завоевала по одному месту в мужской и женский олимпийские турниры по современному пятиборью в соответствии с Мировым рейтингом UIPM.
| Спортсмен      | Дисциплина     | Дисциплина | Фехтование (шпага до 1 укола) | Фехтование (шпага до 1 укола) | Фехтование (шпага до 1 укола) | Фехтование (шпага до 1 укола) | Плавание (200 м вольный стиль) | Плавание (200 м вольный стиль) | Плавание (200 м вольный стиль) | Конный спорт (конкур) | Конный спорт (конкур) | Конный спорт (конкур) | Конный спорт (конкур) | Комбинация: стрельба и бег (10 м пистолет)/(3200 м) | Комбинация: стрельба и бег (10 м пистолет)/(3200 м) | Комбинация: стрельба и бег (10 м пистолет)/(3200 м) | Сумма                | Место                |
| Спортсмен      | Дисциплина     | Дисциплина | ОР                            | Место                         | Баллы                         | БР                            | Время                          | Место                          | Баллы                          | Время                 | Штраф                 | Место                 | Баллы                 | Время                                               | Место                                               | Баллы                                               | Сумма                | Место                |
| -------------- | -------------- | ---------- | ----------------------------- | ----------------------------- | ----------------------------- | ----------------------------- | ------------------------------ | ------------------------------ | ------------------------------ | --------------------- | --------------------- | --------------------- | --------------------- | --------------------------------------------------- | --------------------------------------------------- | --------------------------------------------------- | -------------------- | -------------------- |
| Бугра Унал     | Мужской турнир | Полуфинал  | 20-15                         | 7                             | 225                           | 0                             | 2.07,24                        | 13                             | 296                            | 58,25                 | 17                    | 15                    | 283                   | 10.23,26                                            | 26                                                  | 677                                                 | 802                  | 18                   |
| Бугра Унал     | Мужской турнир | Финал      | завершил выступление          | завершил выступление          | завершил выступление          | завершил выступление          | завершил выступление           | завершил выступление           | завершил выступление           | завершил выступление  | завершил выступление  | завершил выступление  | завершил выступление  | завершил выступление                                | завершил выступление                                | завершил выступление                                | завершил выступление | завершил выступление |
| Ильке Озюксель | Женский турнир | Полуфинал  | 16-19                         | 24                            | 205                           | 4                             | 2.16,50                        | 7                              | 277                            | 56,29                 | 0                     | 1                     | 300                   | 11.34,68                                            | 5                                                   | 606                                                 | 1392                 | 7 Q                  |
| Ильке Озюксель | Женский турнир | Финал      | 16-19                         | 24                            | 205                           | 0                             | 2.15,48                        | 6                              | 280                            | 58,94                 | 7                     | 11                    | 293                   | 10.58,20                                            | 3                                                   | 642                                                 | 1420                 | 6                    |

## Стрельба
Турция завоевала семь мест в различных дисциплинах олимпийского турнира стрелков на разных этапах отбора, включая Европейские игры 2023 года во Вроцлаве, Польша, Чемпионат мира по стрельбе 2023 года в Баку, Азербайджан, Чемпионат Европы в дисциплинах на 10 м 2024 года в Дьёре, Венгрия, Чемпионат Европы по стендовой стрельбе 2024 года в Лонато, Италия и Олимпийский квалификационный турнир ISSF по стендовой стрельбе 2024 года в Дохе, Катар и Мировой олимпийский рейтинг. Еще две квоты Турция получила благодаря квалификации стрелков в других дисциплинах согласно правилам ISSF. Квалифицировав по два спортсмена каждого пола в пневматическом пистолете, Турция автоматически получила право выставить две команды в миксте в этом виде оружия.
Мужчины
| Спортсмен     | Дисциплина                         | Квалификация | Квалификация | Финал                | Финал                |
| Спортсмен     | Дисциплина                         | Баллы        | Место        | Баллы                | Место                |
| ------------- | ---------------------------------- | ------------ | ------------ | -------------------- | -------------------- |
| Исмаил Келеш  | Пневматический пистолет, 10 метров | 577          | 10           | завершил выступление | завершил выступление |
| Юсуф Дикеч    | Пневматический пистолет, 10 метров | 576          | 13           | завершил выступление | завершил выступление |
| Огузхан Тюзюн | Трап                               | 121          | 15           | завершил выступление | завершил выступление |

Женщины
| Спортсмен            | Дисциплина                         | Квалификация | Квалификация | Финал                 | Финал                 |
| Спортсмен            | Дисциплина                         | Баллы        | Место        | Баллы                 | Место                 |
| -------------------- | ---------------------------------- | ------------ | ------------ | --------------------- | --------------------- |
| Шимал Йилмаз         | Пистолет, 25 метров                | 574          | 28           | завершила выступление | завершила выступление |
| Шимал Йилмаз         | Пневматический пистолет, 10 метров | 557          | 42           | завершила выступление | завершила выступление |
| Шеввал Илайда Тархан | Пистолет, 25 метров                | 579          | 21           | завершила выступление | завершила выступление |
| Шеввал Илайда Тархан | Пневматический пистолет, 10 метров | 577          | 7 Q          | 135,6                 | 7                     |
| Рюмейса Пелин Кая    | Трап                               | 117          | 13           | завершила выступление | завершила выступление |
| Сена Кан             | Скит                               | 110          | 27           | завершила выступление | завершила выступление |

Микст
| Спортсмен                       | Дисциплина                                | Квалификация | Квалификация | Финал                                  | Финал                 |
| Спортсмен                       | Дисциплина                                | Баллы        | Место        | Баллы                                  | Место                 |
| ------------------------------- | ----------------------------------------- | ------------ | ------------ | -------------------------------------- | --------------------- |
| Юсуф Дикеч Шеввал Илайда Тархан | Пневматический пистолет, 10 метров, микст | 582          | 1 QA         | SRBЗорана Арунович Дамир Микец П 14–16 | 2                     |
| Исмаил Келеш Шимал Йилмаз       | Пневматический пистолет, 10 метров, микст | 569          | 15           | завершили выступление                  | завершили выступление |

## Стрельба из лука
Турция завоевала максимальную квоту на участие в мужских соревнованиях по стрельбе из лука по результатам Чемпионата мира по стрельбе из лука 2023 года в Берлине, получив право выставить команду и трех спортсменов в личном турнире. Одну индивидуальную квоту в личные соревнования у женщин Турция завоевала на Европейском континентальном квалификационном турнире 2024 года в Эссене, Германия, после чего автоматически получила право выставить команду в миксте.
| Спортсмен                                 | Дисциплина                        | Предварительный раунд | Предварительный раунд | 1/32 финала                  | 1/16 финала            | 1/8 финала              | Четвертьфиналы        | Полуфиналы            | Финал / За 3 место    | Финал / За 3 место |
| Спортсмен                                 | Дисциплина                        | Результат             | Посев                 | Соперник Счет                | Соперник Счет          | Соперник Счет           | Соперник Счет         | Соперник Счет         | Соперник Счет         | Место              |
| ----------------------------------------- | --------------------------------- | --------------------- | --------------------- | ---------------------------- | ---------------------- | ----------------------- | --------------------- | --------------------- | --------------------- | ------------------ |
| Мете Газоз                                | Мужчины индивидуальное первенство | 676                   | 8                     | CHIАндрес Галлардо В 6–0     | TPEТан Чжицзюнь В 6–2  | FRAТома Широ В 6–5      | KORКим У Джин П 4–6   | завершил выступление  | завершил выступление  | 7                  |
| Берким Тюмер                              | Мужчины индивидуальное первенство | 676                   | 10                    | MEXКарлос Рохас В 6–4        | NEDСтив Вейлер В 6–2   | USAБрейди Эллисон П 2–6 | завершил выступление  | завершил выступление  | завершил выступление  | 9                  |
| Абдулла Йилдирмиш                         | Мужчины индивидуальное первенство | 640                   | 58                    | USAБрейди Эллисон П 2–6      | завершил выступление   | завершил выступление    | завершил выступление  | завершил выступление  | завершил выступление  | 33                 |
| Мете Газоз Берким Тюмер Абдулла Йилдирмиш | Мужчины команды                   | 1992                  | 6                     | —                            | —                      | Колумбия · В 5–4        | Индия · В 6–2         | Франция · П 4–5       | Китай · В 6–2         | 3                  |
| Элиф Гёккир                               | Женщины индивидуальное первенство | 671                   | 5                     | MASНурул Азрина Фазиль В 6–0 | IRIМобина Фаллах В 6–0 | JPNСацуки Нода В 6–4    | KORЧон Хон Ён П 2–6   | завершила выступление | завершила выступление | 8                  |
| Мете Газоз Элиф Гёккир                    | Микст                             | 1347                  | 6 Q                   | —                            | —                      | Япония · П 4–5          | завершили выступление | завершили выступление | завершили выступление | 9                  |

## Тхэквондо
Турция завоевала два места в мужском и три места в женском турнирах в соответствии с рейтингом WT.
| Спортсмен            | Дисциплина          | 1/8 финала               | Четвертьфиналы            | Полуфиналы            | Утеш. поединки          | Финал/За 3 место          | Финал/За 3 место      |
| Спортсмен            | Дисциплина          | Соперник Результат       | Соперник Результат        | Соперник Результат    | Соперник Результат      | Соперник Результат        | Место                 |
| -------------------- | ------------------- | ------------------------ | ------------------------- | --------------------- | ----------------------- | ------------------------- | --------------------- |
| Хакан Речбер         | Мужчины до 68 кг    | BURИбрагим Маига В 2–0   | JORЗаид Карим П 0–2       | —                     | BRAЭдиваль Понтес П 1–2 | завершил выступление      | завершил выступление  |
| Эмре Куталмыш        | Мужчины свыше 80 кг | CUBРафаэль Альба П 0–2   | завершил выступление      | завершил выступление  | завершил выступление    | завершил выступление      | завершил выступление  |
| Мерве Динчел         | Женщины до 49 кг    | ITAИления Матонти В 2–0  | CHNГу Цин П 0–2           | —                     | EORДина Пурьюнс В 2–0   | CROЛена Стойкович П 0–2   | 5                     |
| Хатидже Кюбра Ильгюн | Женщины до 57 кг    | KORКим Ю Чжин П 0–2      | —                         | —                     | CANСкайлар Парк П 0–2   | завершила выступление     | завершила выступление |
| Нафия Куш            | Женщины свыше 67 кг | CHIФернанда Агирре В 2–1 | JORРама Абу аль-Руб В 2–1 | FRAАльтея Лорен П 2–0 | —                       | GBRРебекка Макгоуэн В 1–2 | 3                     |

## Тяжёлая атлетика
Турция получила одно место в мужских соревнованиях в соответствии с олимпийским рейтингом IWF.
| Спортсмен             | Категория        | Рывок     | Рывок | Толчок    | Толчок | Всего | Место |
| Спортсмен             | Категория        | Результат | Место | Результат | Место  | Всего | Место |
| --------------------- | ---------------- | --------- | ----- | --------- | ------ | ----- | ----- |
| Мухаммед Фуркан Озбек | Мужчины до 73 кг | 150       | 7     | 191       | 3      | 341   | 4     |

## Фехтование
Турция завоевала одно индивидуальное место в мужской сабле на Зональном турнире Европы 2024 года в  Дифферданже, Люксембург и получила одно индивидуальное место в женской сабле в результате перераспределения квот.
| Спортсмен      | Дисциплина    | 1/16 финала                   | 1/8 финала             | Четвертьфинал         | Полуфинал             | Финал / За 3 место    | Финал / За 3 место    |
| Спортсмен      | Дисциплина    | Соперник Счет                 | Соперник Счет          | Соперник Счет         | Соперник Счет         | Соперник Счет         | Место                 |
| -------------- | ------------- | ----------------------------- | ---------------------- | --------------------- | --------------------- | --------------------- | --------------------- |
| Энвер Йылдырым | Мужчины сабля | ITAЛука Куратоли П 10–15      | завершил выступление   | завершил выступление  | завершил выступление  | завершил выступление  | завершил выступление  |
| Нисанур Эрбиль | Женщины сабля | USAМагда Скарбонкевич В 15–11 | FRAСара Бальцер П 5–15 | завершила выступление | завершила выступление | завершила выступление | завершила выступление |